# Švýcarsko na Zimních olympijských hrách 2006
Švýcarsko se účastnilo Zimní olympiády 2006. Zastupovalo ho 125 sportovců (77 mužů a 48 žen) v 13 sportech.

## Medailisté
| Medaile | Jméno                                                               | Sport                | Soutěž                     |
| ------- | ------------------------------------------------------------------- | -------------------- | -------------------------- |
| Zlato   | Evelyne Lassilaová                                                  | Akrobatické lyžování | Ženy akrobatické skoky     |
| Zlato   | Maya Pedersenová-Bieriová                                           | Skeleton             | Ženy                       |
| Zlato   | Tanja Friedenová                                                    | Snowboarding         | Ženy snowboard cross       |
| Zlato   | Philipp Schoch                                                      | Snowboarding         | Muži paralelní obří slalom |
| Zlato   | Daniela Meuliová                                                    | Snowboarding         | Ženy paralelní obří slalom |
| Stříbro | Martina Schild                                                      | Alpské lyžování      | Ženy sjezd                 |
| Stříbro | Mirjam Ott Binia Beeli Valeria Spälty Michèle Moser Manuela Kormann | Curling              | Ženy                       |
| Stříbro | Stéphane Lambiel                                                    | Krasobruslení        | Muži jednotlivci           |
| Stříbro | Simon Schoch                                                        | Snowboarding         | Muži paralelní obří slalom |
| Bronz   | Bruno Kernen                                                        | Alpské lyžování      | Muži sjezd                 |
| Bronz   | Ambrosi Hoffmann                                                    | Alpské lyžování      | Muži super-G               |
| Bronz   | Martin Annen Beat Hefti                                             | Boby                 | Dvojbob                    |
| Bronz   | Martin Annen Beat Hefti Cedric Grand Thomas Lamparter               | Boby                 | Čtyřbob                    |
| Bronz   | Gregor Stähli                                                       | Skeleton             | Muži                       |